# Macropharyngodon bipartitus
Macropharyngodon bipartitus és una espècie de peix de la família dels làbrids i de l'ordre dels perciformes.

## Morfologia
Els mascles poden assolir els 13 cm de longitud total.

## Subespècies
- Macropharyngodon bipartitus bipartitus (Smith, 1957)
- Macropharyngodon bipartitus marisrubri (Randall, 1978)

## Distribució geogràfica
Es troba a l'oest de l'oceà Índic fins a KwaZulu-Natal (Sud-àfrica), excloent-hi el Mar Roig.